# Teucholabis (Teucholabis) gowdeyi
Teucholabis (Teucholabis) gowdeyi is een tweevleugelige uit de familie steltmuggen (Limoniidae). De soort komt voor in het Neotropisch gebied.